# Etheostoma collis
Etheostoma collis is een straalvinnige vissensoort uit de familie van de echte baarzen (Percidae). De wetenschappelijke naam van de soort is voor het eerst geldig gepubliceerd in 1935 door Hubbs & Cannon.